# Neogurelca montana
Neogurelca montana là một loài bướm đêm thuộc họ Sphingidae. Loài này có ở miền trung và tây nam Trung Quốc.
Sải cánh từ có khoảng 44 mm. Cá thể trưởng thành mọc cánh từ tháng 7 tới tháng 10.
Ấu trùng được ghi nhận ăn các loài Paederia tomentosa.